# Setianagara
Setianagara is een bestuurslaag in het regentschap Kota Tasikmalaya van de provincie West-Java, Indonesië. Setianagara telt 5723 inwoners (volkstelling 2010).